# Iglesia de San Miguel (Arcones)

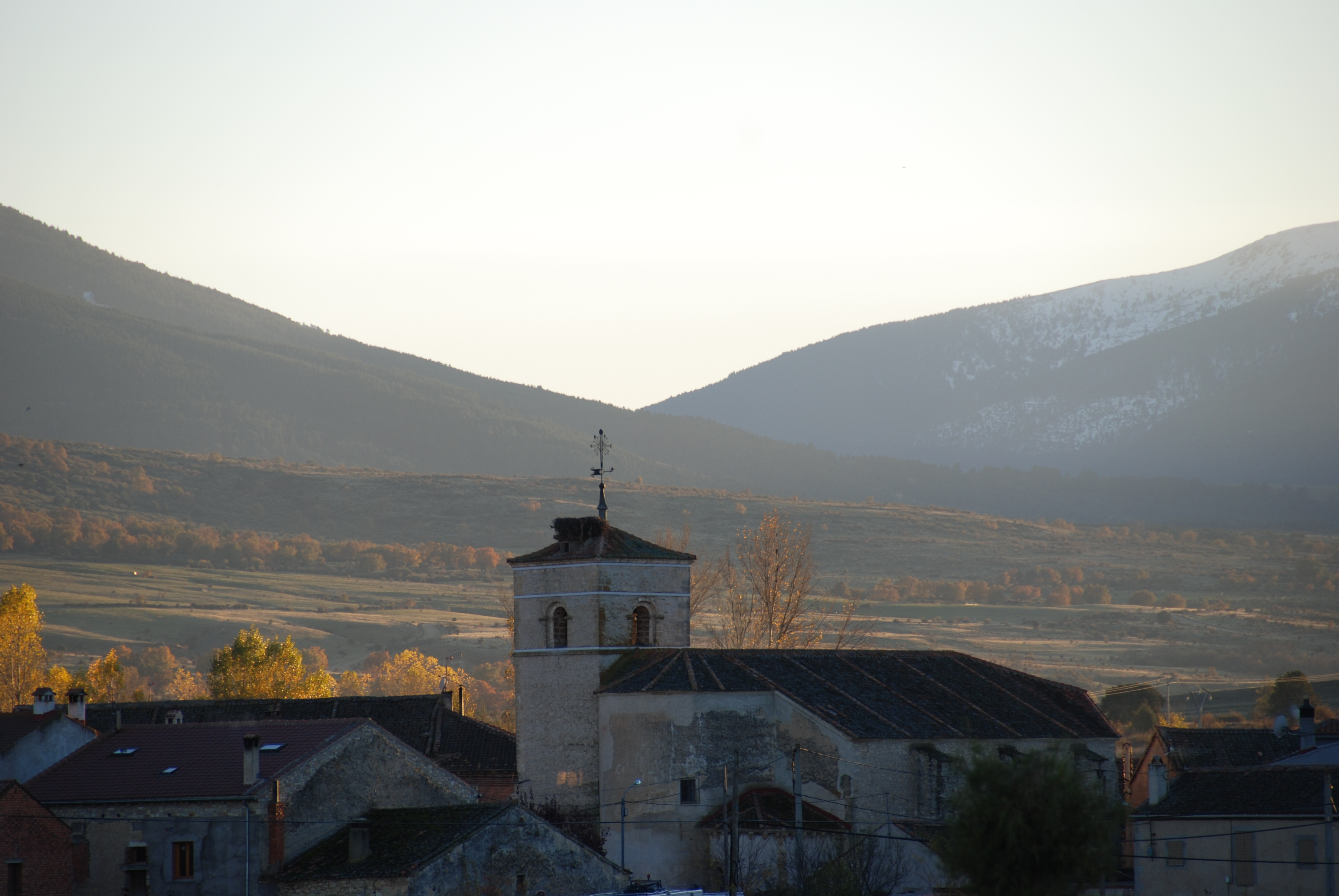
Iglesia de Arcones

La iglesia de San Miguel, parroquia de Arcones, dedicada a San Miguel, es una obra que podríamos situar en el siglo XIII, dentro del románico rural segoviano, que conserva la cabecera de triple ábside semicircular, la torre y una pila bautismal de esta época.
Pero la iglesia de San Miguel, además nos guarda la sorpresa de un cuarto ábside, anomalía que se explica porque servía de capilla de cierre de al atrio. Es por tanto su cabecera compleja, desarrollada por un doble ábside flanqueado por dos absidiolos, dotados de una ventana abocinada flanqueada por dos columnas rematadas en capiteles con motivos vegetales.
En el exterior la capilla de la Epístola se ha modificado su plano, pasando a ser recto, para sostener la torre, en el interior las capillas mantienen su primitiva estructura semicircular cubriéndose con bóveda de horno.
Se trata por tanto de un edificio de tres naves, realizado en mampostería y con cubierta de madera sobre la que se apoya la teja árabe y resuelta su estructura con bóveda de medio cañón en las naves laterales y bóveda de arista en la principal.
Es como en tantos otros pequeños núcleos la principal edificación del municipio.
El atrio, abierto al cálido mediodía, donde los caballeros escuderos e ornes buenos eran llamados a concejo a campana repicada como lo han de su uso y costumbre, fue destruido hace más de doscientos años por un incendio, siendo sustituido por la portada y el acceso adelantado que vemos en la actualidad y que nos da paso al interior de la galería que conserva la disposición original de tramo recto con arcos ciegos en sus muros del antiguo atrio.
Los capiteles y demás elementos decorativos son labrados con sencillos motivos vegetales, así como los canes molduras y alguna de las escasas metopas que aún se conservan, consolidando en cierta forma la decadencia de un estilo inspirado en el arte de los centros monacales y que pervivió como la más clara expresión de arte románico más popular y útil para una población mayoritariamente campesina.
En el interior podemos admirar varios retablos, el mayor presidido por la imagen de San Miguel y flanqueado por dos lienzos que aluden a la epifanía, y una pila bautismal también románica. A los pies del templo encontramos el coro de madera al que se accede desde la nave principal.